# Duraduct
Das Duraduct war eine geplante Fussgänger- und Velobrücke über das Mühlental in der Stadt Schaffhausen, Schweiz. Die Brücke sollte die Quartiere Breite und Geissberg niveaufrei miteinander verbinden. Ein Aufzug vom Talboden hoch zur Brücke sollte den Zugang vom Stadtzentrum zu den höher gelegenen Quartieren erleichtern. Das Kofferwort Duraduct setzt sich aus Durach, den durch das Mühlental fliessende Bach und Viaduct zusammen.

## Geschichte
Die erste Idee zur Verbindung der beiden aufstrebenden und durch das Mühlental getrennten Quartiere Geissberg-Hochstrasse und Hohlenbaum-Breite stammt aus dem Jahr 1934 vom Ingenieur Adolf Eggenschwyler. Nach dem Zweiten Weltkrieg hatte diese Brücke keine Priorität mehr und ging in Vergessenheit. Der Interessenverein Pro Velo Schaffhausen lancierte die Idee der Velo- und Fussgängerbrücke über das Mühlental im Jahr 2004 unter dem Namen Duraduct neu.
Das Projekt wurde 2007 ins erste Agglomerationsgrogramm des Bundes aufgenommen, was einer Kostenbeteiligung des Bundes gleichkommt. Mit dem «Programm Agglomerationsverkehr» (PAV) beteiligt sich der Bund finanziell an Verkehrsprojekten von Städten und Agglomerationen. Gemäss Einschätzung des Bundes sei das Duraduct ein «Leuchtturmprojekt für den Langsamverkehr».
2009 und 2010 erarbeitete die Stadt Schaffhausen zusammen mit einem Ingenieurbüro eine Machbarkeitsstudie. Diese wurde 2017 wieder aufgenommen und aktualisiert.
Im November 2019 unterbreitete der Schaffhauser Stadtrat dem Stadtparlament einen Kreditantrag über 680'000 Franken.
Er verzichtete darauf, diesen Beschluss dem fakultativen Referendum zu unterstellen.
Der Regierungsrat wies eine Beschwerde gegen diesen Beschluss ab. Das Obergericht hiess die dagegen erhobene Verwaltungsgerichtsbeschwerde gut.
Trennungsverbot: Ein Gegenstand, der ein Ganzes bildet, darf nicht ohne sachlichen Grund in Teilstücke aufgeteilt werden, die je einzeln dem Referendum nicht unterstehen, mit dem Ziel, den Gegenstand dem Referendum zu entziehen.
Das Referendum wurde umgehend ergriffen.
Am 26. September 2021 wurde der Planungskredit, mit einem Neinstimmenanteil von 55,45 Prozent, von der Schaffhauser Stimmbevölkerung verworfen.

## Projekt
Das Projekt sah eine rund 280 Meter lange und knapp 44 Meter hohe Brücke über das Mühlental vor. Die Projektstudien kamen zum Schluss, dass unter drei zur Verfügung stehenden Varianten die Variante «Mitte» die beste sei. Sie hätte in einem leichten S unmittelbar an den neuen Hochhäusern des Bauprojekts «Stahlgiesserei» vorbei geführt. Bis 2021 entstanden dort auf dem Gelände der ehemaligen Stahlgiesserei der Georg Fischer AG 442 neue Wohnungen. Das westliche Brückenende (459 m. ü. M.) hätte sich bei der Gartenstrasse (Quartier Breite) befunden, das östliche (454 m. ü. M.) beim Weinsteig (Quartier Geissberg). Die voraussichtlich 3 Meter breite Brücke sollte auf drei Pfeilern ruhen, wobei im mittleren Pfeiler ein Lift ins Mühlental führen sollte. Dieser hätte den einfachen Zugang von der Altstadt zu den beiden Quartieren ermöglicht und den Zugang der neuen Wohnsiedlung in die beiden Quartiere erlaubt.
Der Stadtrat rechnete 2019 die Grobkosten für das Duraduct auf 9,5 Millionen Franken. Die Kostengenauigkeit lag bei plus/minus 30 Prozent. Der Bund hätte sich dank der Aufnahme ins Agglomerationsprogramm mit 1,7 Millionen Franken beteiligt. Die restlichen 7,8 Millionen Franken wären von Stadt und Kanton Schaffhausen je hälftig bezahlt worden.

## Geplante Nutzen
Die Quartiere der Stadt Schaffhausen liegen auf Hügeln in einem Halbkreis um die am Rhein gelegene Altstadt herum. Bei einem Quartierwechsel muss meist eine Strasse rund um die Altstadt befahren werden. Dieses Strassennetz hat teilweise seine Kapazitätsgrenze erreicht und kann aus Platzgründen nur schwer ausgebaut werden. 
Durch die niveaugleiche Verbindung der Quartiere Breite mit den Sport- und Freizeitangeboten und Geissberg mit Anschluss der Wohnsiedlung Stahlgiesserei mittels der neuen Fussgänger- und Velobrücke sollte das Strassennetz um Schaffhausen vom Autoverkehr entlastet werden. Ausserdem hätte das Duraduct eine attraktive Tangentialverbindung für den Veloverkehr von regionaler Bedeutung in Form einer neuen Veloroute Beringen – Enge – Neuhausen am Rheinfall – Rosenbergstrasse – Breite – Duraduct – Geissbergstrasse – Kantonsspital – Herblingen schaffen sollen. Die Route wäre weitgehend abseits stark befahrener Strassen gelegen und hätte bedeutend weniger Höhendifferenzen auf als jene über das Stadtzentrum aufgewiesen.